# Kawagoe
Kawagoe (Japans: 川越市, Kawagoe-shi) is een stad   in de Japanse  prefectuur Saitama. In 2013 telde de stad 349.078 inwoners. Kawagoe is een satellietstad van de hoofdstad Tokio.

## Geschiedenis
Kawagoe werd op 1 april 1889 gesticht als de gemeente Kawagoe-machi (川越町). En op 1 december 1922 werd Kawagoe voor het eerst erkend als stad. Op 1 april 2003 verkreeg Kawagoe het statuut van kernstad.

## Partnersteden
- Offenbach am Main, Duitsland sinds 1983
- Salem, Verenigde Staten sinds 1986
- Autun, Frankrijk sinds 2002

## Geboren
- Keita Watanabe (1992), shorttracker

Steden:
Ageo · Asaka · Chichibu · Fujimi · Fujimino · Fukaya · Gyoda · Hanno · Hanyu · Hasuda · Hidaka · Higashimatsuyama · Honjo · Iruma · Kasukabe · Kawagoe · Kawaguchi · Kazo · Kitamoto · Koshigaya · Konosu · Kuki · Kumagaya · Misato · Niiza · Okegawa · Saitama (hoofdstad) · Sakado · Satte · Sayama · Shiki · Shiraoka · Soka · Toda · Tokorozawa · Tsurugashima · Wako · Warabi · Yashio · Yoshikawa

Districten:
Chichibu · Hiki · Iruma · Kitaadachi · Kitakatsushika · Kodama · Minamisaitama · Osato
Gemeenten per district
Akita · Amagasaki · Aomori · Asahikawa · Fukuyama · Funabashi · Gifu · Hakodate · Higashiosaka · Himeji · Iwaki · Kagoshima · Kanazawa · Kashiwa · Kawagoe · Kōchi · Koriyama · Kurashiki · Kurume · Maebashi · Matsuyama · Miyazaki · Morioka · Nagano · Nagasaki · Nara · Nishinomiya · Ōita · Okazaki · Otsu · Sagamihara · Shimonoseki · Takamatsu · Takasaki · Takatsuki · Toyama · Toyohashi · Toyonaka · Toyota · Utsunomiya · Wakayama · Yokosuka